# Limbi oguze
Limbile oguze sunt o subfamilie a limbilor turcice. Cele mai mari dintre acestea (singurele limbi naționale) sunt turca, azera și turkmena. Este cea mai mare dintre subfamiliile limbilor turcice, vorbită de în jur de 108 milioane de oameni.